# Gunther (Friends)
Gunther is de barman van Central Perk, het fictieve koffiehuis uit de Amerikaanse sitcom Friends, gespeeld door James Michael Tyler. Zijn achternaam wordt nooit genoemd, waardoor Chandler dacht dat hij "Gunther Central Perk" heette. Samen met Mike wordt Gunther weleens de zevende Friend genoemd.

## Biografie
Gunther heeft een obsessie voor Rachel. Zo koopt hij bijvoorbeeld een onhandelbare, lelijke kat voor 1500 dollar van haar. Hij zegt ook ooit tegen Joey dat een van de voordelen van in Central Perk werken is, dat je de hele dag naar Rachel kan kijken. ((...) plus, you can look at Rachel as much as you want.). Hij is dan ook jaloers op Rachels vriendjes in het algemeen, en in het bijzonder op Ross. Hij vertelt het aan Rachel wanneer Ross is vreemdgegaan, en wanneer Ross zijn vuist tegen een paal slaat en zijn vingers breekt tijdens een ruzie met Joey, kijkt Gunther met een brede grijns toe.
Gunther is niet de baas van Central Perk, dat is ene Terry, gespeeld door Max Wright, die echter slechts in twee afleveringen te zien is. Gunthers haar is een onderwerp van een van de running gags van de show. Het is witblond haar. Als Gunther een keer zegt dat hij het wil laten verven, zegt Joey: But I like your natural color. Ook de moeder van Monica en Ross vindt hem een heel knappe man, en als Phoebe duidelijk wil maken dat er veel knappe mannen in Parijs zijn, heeft ze het over een city full of Gunthers.

## Trivia
- Gunther had in de 33e aflevering waarin hij meespeelde pas een tekst: het woordje yeah.
- Gunther spreekt Nederlands. Hij zegt onder andere tegen Ross: Jij bent een ezel en Jij hebt seks met ezels.

Bedenkers: Marta Kauffman · David Crane 

Friends: Rachel Green (Jennifer Aniston) · Monica Geller (Courteney Cox) · Ross Geller (David Schwimmer) · Phoebe Buffay (Lisa Kudrow) · Chandler Bing (Matthew Perry) · Joey Tribbiani (Matt LeBlanc)

Nevenpersonages: Gunther (James Michael Tyler) · Janice Litman-Goralnick (Maggie Wheeler) · Mike Hannigan (Paul Rudd) · Ben Geller (Cole Sprouse) · Jack Geller (Elliott Gould) · Judy Geller (Christina Pickles)

Titelsong: The Rembrandts - I'll Be There for You 

Spin-off: Joey (afleveringen)

Overig: Central Perk · gastrollen · afleveringen